# Tzadik
Tzadik/Zadik/Sadiq (hebreiska: צדיק, pluralis Tzadikim, femininum Tzadeikas) är en titel som ges till personer inom judisk tradition som anses rättfärdiga, såsom bibliska figurer och senare andliga mästare.